# Врањиц
Врањиц је насељено место у саставу града Солина, Сплитско-далматинска жупанија, Република Хрватска.

## Географски положај
Врањиц је полуострво и насеље на њему, смештено северно од сплитског полуострва, покрај ушћа реке Јадро, у Далмацији.
У прошлости је због лепоте и непосредног додира са морем називан и „Мала Венеција“. Најновија археолошка истраживањима открила су да је Врањиц био насељен још у праисторији.

## Историја
До територијалне реорганизације у Хрватској налазио се у саставу старе општине Солин.

## Становништво
На попису становништва 2011. године, Врањиц је имао 1.110 становника.
| Број становника по пописима | Број становника по пописима | Број становника по пописима | Број становника по пописима | Број становника по пописима | Број становника по пописима | Број становника по пописима | Број становника по пописима | Број становника по пописима | Број становника по пописима | Број становника по пописима | Број становника по пописима | Број становника по пописима | Број становника по пописима | Број становника по пописима | Број становника по пописима |
| --------------------------- | --------------------------- | --------------------------- | --------------------------- | --------------------------- | --------------------------- | --------------------------- | --------------------------- | --------------------------- | --------------------------- | --------------------------- | --------------------------- | --------------------------- | --------------------------- | --------------------------- | --------------------------- |
| 1857.                       | 1869.                       | 1880.                       | 1890.                       | 1900.                       | 1910.                       | 1921.                       | 1931.                       | 1948.                       | 1953.                       | 1961.                       | 1971.                       | 1981.                       | 1991.                       | 2001.                       | 2011                        |
| 526                         | 0                           | 541                         | 472                         | 520                         | 648                         | 784                         | 1.131                       | 1.128                       | 1.204                       | 1.319                       | 1.485                       | 1.472                       | 1.159                       | 1.196                       | 1.110                       |

Напомена: Исказује се као самостално насеље од 1981. настало издвајањем дела насеља Сплит (град Сплит), у самостално насеље. До 1931. такође је исказивано као самостално насеље. У 1991. повећано за део подручја насеља Солин. У 1869. подаци су садржани у насељу Солин, као и део података у 1857. и од 1880. до 1961. У 1857., 1880. и 1890. исказано под именом Врањица. Од 1948. до 1971. исказивано као део насеља Сплит (град Сплит).

### Попис1991.
На попису становништва 1991. године, насељено место Врањиц је имало 1.159 становника, следећег националног састава:
| Попис 1991.‍   | Попис 1991.‍  | Попис 1991.‍ | Попис 1991.‍ | Попис 1991.‍ |
| ------------- | ------------ | ----------- | ----------- | ----------- |
|               |              |             |             |             |
| Хрвати        | Хрвати       |             | 1.100       | 94,90%      |
| Срби          | Срби         |             | 10          | 0,86%       |
| Црногорци     | Црногорци    |             | 7           | 0,60%       |
| Албанци       | Албанци      |             | 6           | 0,51%       |
| Југословени   | Југословени  |             | 3           | 0,25%       |
| Русини        | Русини       |             | 2           | 0,17%       |
| Словенци      | Словенци     |             | 1           | 0,08%       |
| Украјинци     | Украјинци    |             | 1           | 0,08%       |
| остали        | остали       |             | 1           | 0,08%       |
| неопредељени  | неопредељени |             | 8           | 0,69%       |
| регион. опр.  | регион. опр. |             | 4           | 0,34%       |
| непознато     | непознато    |             | 16          | 1,38%       |
| укупно: 1.159 |              |             |             |             |